# 蒙特雷縣
蒙特雷縣（英語：Monterey County，或譯作蒙特利县）是美国加利福尼亚州的一個縣，位於太平洋岸，舊金山灣區南方，總面積9,767平方公里。根據2020年美國人口普查，共有人口有439,035人。縣府位於薩利納斯。
本郡是加州於1850年加入聯邦時的郡之一。郡名來自蒙特雷湾。蒙特瑞縣佔據了蒙特瑞灣南岸，聖塔克魯茲縣則位於北岸。世界聞名的蒙特雷灣水族館位於此縣太平洋岸邊的同名城市蒙特瑞市。著名的圓石灘高爾夫球場位於蒙特瑞縣南太平洋岸邊，蒙特瑞市東南方，17哩路觀光路線上。

## 地理

### 建制市
| 自治体（市/镇）                         | 成立年份 | 人口（2018） |
| --------------------------------------- | -------- | ------------ |
| 滨海卡梅尔／卡梅尔（Carmel-by-the-Sea） | 1916     | 3,891        |
| 德尔雷奥克斯（Del Rey Oaks）            | 1953     | 1,684        |
| 冈萨雷斯（Gonzales）                    | 1947     | 8,382        |
| 格林菲尔德／绿场（Greenfield）          | 1947     | 17,648       |
| 金城／金斯城／国王城（King City）       | 1911     | 14,023       |
| 玛丽娜／码头城（Marina）                | 1975     | 22,535       |
| 蒙特雷／蒙特利（Monterey）              | 1890     | 28,289       |
| 太平洋丛林（Pacific Grove）             | 1889     | 15,546       |
| 萨利纳斯（Salinas）                     | 1874     | 156,259      |
| 沙城（Sand City）                       | 1960     | 383          |
| 锡赛德／海滨／海邊（Seaside）           | 1954     | 33,930       |
| 索莱达（Soledad）                       | 1921     | 26,013       |

## 歷史
該郡的名稱來自蒙特雷湾。新西班牙總督第五代蒙特瑞伯爵加斯帕·德·祖尼加1601年委任塞巴斯蒂安·比斯卡諾率領遠征隊製成一份詳細的海岸圖。1602年12月16日，比斯卡諾抵達蒙特雷湾，將其命名為Puerto de Monterrey（蒙特瑞港），以紀念蒙特瑞伯爵。Monterrey是西班牙Monterrei的另一拼法。

## 圖片

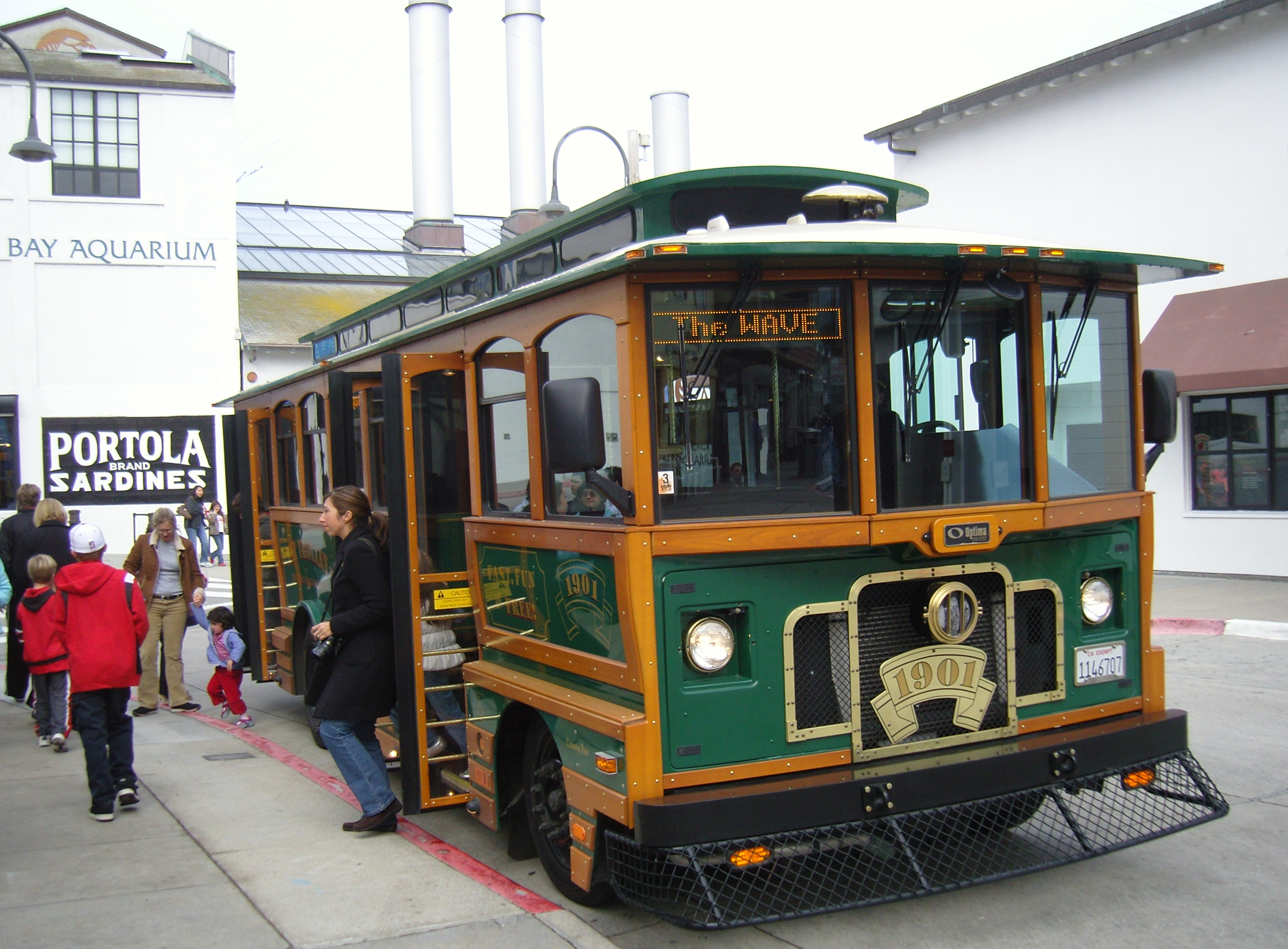
蒙特雷市免費公車
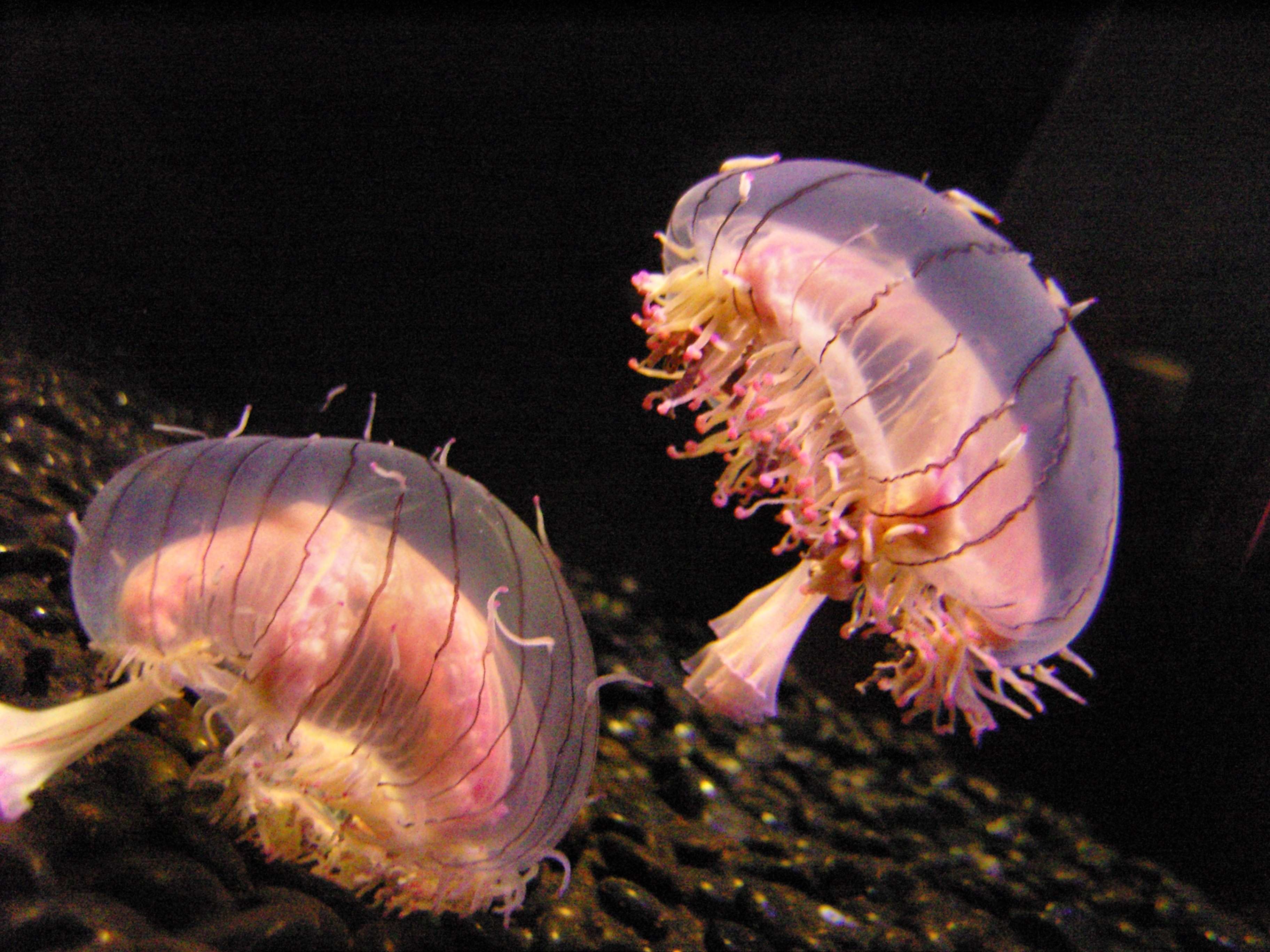
Flower Hat Jellyfish (Olindias formosa)
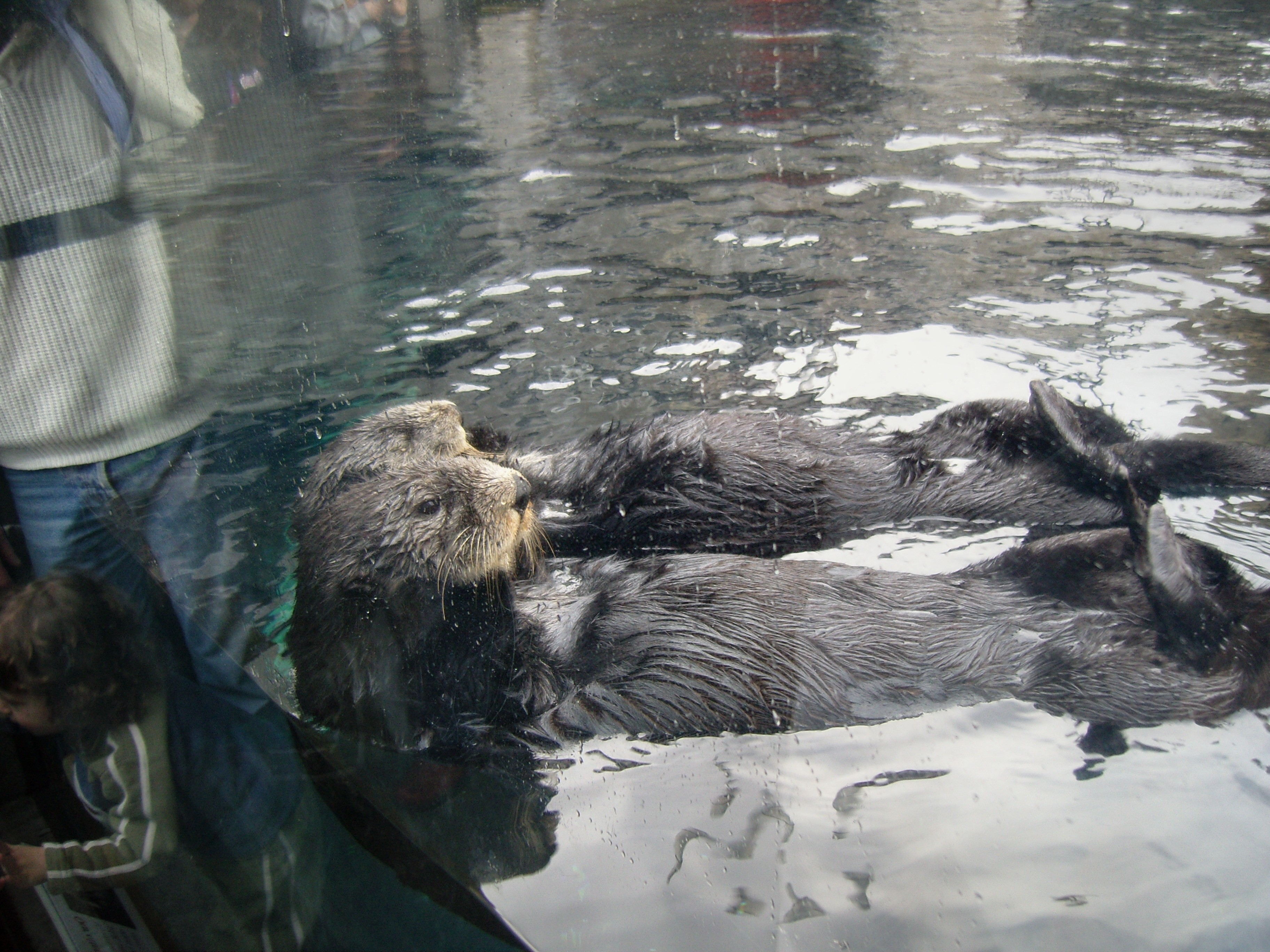
海獺
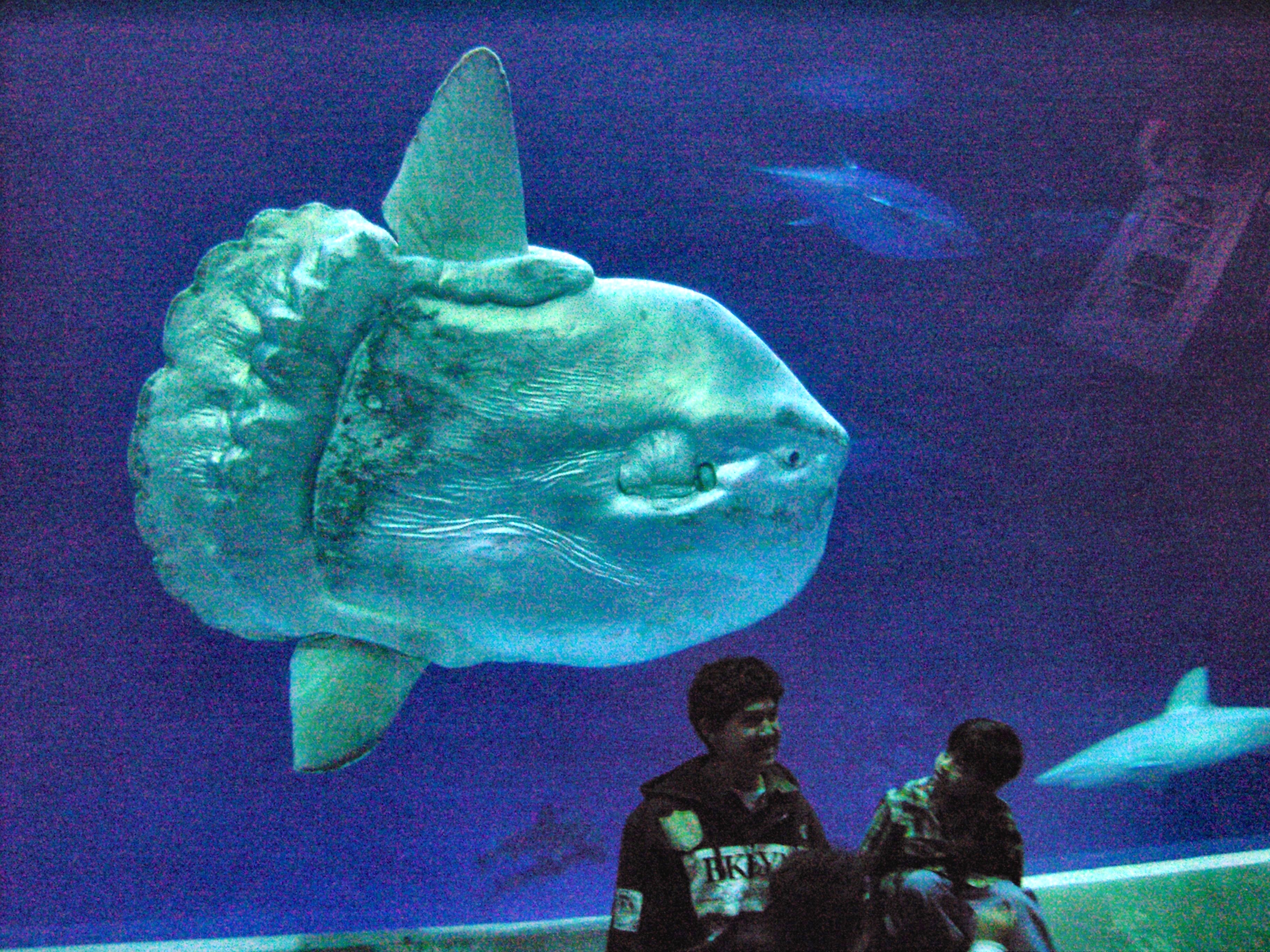
翻車魚